# Tiberius Claudius Cogidubnus
Tiberius Claudius Cogidubnus (of Togidubnus) was een koning van de Regnenses in Romeins-Brittannië in de eerste eeuw.
Chichester en de nabijgelegen villa in Fishbourne (mogelijk het paleis van Cogidubnus) waren een deel van het gebied van de Atrebati voor de verovering van Brittannië. Het is mogelijk dat Cogidubnus een opvolger van Verica was. Na de verovering werden ze deel van de Romeinse provincies. De openbare baden, het amfitheater en het forum in Chichester werden allemaal waarschijnlijk gebouwd in de regeerperiode van Cogidubnus.

## Referenties

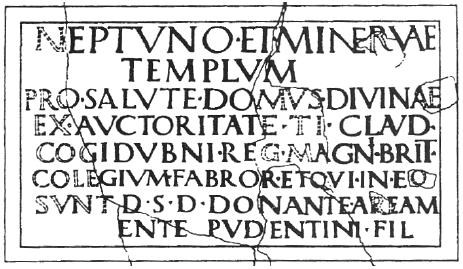
Inscriptie Chichester

## Problemen met de naam
Op de inscriptie van Chichester zijn de eerste twee letters van de geboortenaam van de koning (in de genitiefvorm) verdwenen. Meestal wordt de naam gereconstrueerd als "Cogidubnus", naar het grootste deel van de geschriften van Tacitus, maar sommigen, zoals Charles E Murgia, denken dat "Togidubnus" linguïstisch correcter is. De Romeinse namen "Tiberius Claudius" tonen aan dat hij het Romeinse staatsburgerschap door de Romeinse keizer Claudius, of misschien door Nero, en waarschijnlijk niet, zoals wordt beweerd, dat hij bekend was met Claudia Rufina, een Britse vrouw waarvan het huwelijk met Aulus Pudens in Rome rond het jaar 90 na Chr. werd opgetekend door de dichter Martial.
Hij is bijna tijdgenoot van Togodumnus, een prins van de Catuvellauni zoals opgetekend door Dio Cassius en de gelijkaardigheid van hun namen heeft velen, en zelfs de bekende archeoloog Barry Cunliffe, doen geloven dat het over een en dezelfde persoon ging, zodat de koning uit Fishbourne plots de zoon van Cunobelinus en de broer van Caratacus werd. Er is echter geen enkele bron die dit vermoeden staaft: volgens Dio werd Togodumnus vermoord in 43 in de beginjaren van de Romeinse veroveringen in Brittannië (hoewel hij niet vermeld dat dit gebeurde toen hij vocht voor of tegen de Romeinen), terwijl Tacitus schrijft dat Cogidubnus loyaal bleef aan Rome als satellietstaat in het tweede deel van de eerste eeuw na Chr. Het is natuurlijk niet onmogelijk dat twee verschillende mensen een gelijkaardige naam hebben (zie ook Dubnovellaunus). Omdat de inscriptie van Chichester Tacitus volgt, zou de interpretatie van Cunliffe op een fout in de Roman History van Dio wijzen, of op de vertaling ervan.

## Villa te Fishbourne
Barry Cunliffe stelt dat de villa te Fishbourne de hoofdresidentie van Cogidubnus was. Dr Miles Russell echter zegt dat de villa werd gebouwd voor Sallustius Lucullus, een Romeinse gouverneur in Brittannië op het einde van de 1ste eeuw na Chr., die de zoon kan zijn geweest van de prins Adminius